# مرکز شهر
مرکز شهر (به انگلیسی بریتانیایی: City centre) به مناطق اصلی و میانی هر شهر که معمولاً قلب تجاری آن شهر به حساب می‌آیند، گفته می‌شود. در اصل در گذشته شهرها به صورت شبکه‌های مختلفی بوده؛ در اغلب این شبکه‌ها تمام خیابان‌ها به سمت قسمت مرکزی شهر بود که در این قسمت مرکزی کلیسای بزرگ یا معابد و همچنین دستگاه حکومتی و بیشتر ادارات و فعالیت‌های مهم شهری قرار داشت و مردم روزها از حومهٔ شهر به سمت مرکز می‌آمدند و شب‌ها به خانه‌هایشان بازمی‌گشتند.

## کاربرد در کشورهای گوناگون
در کشورهای مختلف عبارات گوناگونی برای اشاره به مرکز شهر به کار می‌رود که تقریباً معنایی مشابه دارند. ناحیه تجاری مرکزی که به اختصار سی‌بی‌دی (CBD) نامیده می‌شود en:Central business district عنوان دیگری برای اشاره به مرکز شهر است. در آمریکای شمالی از واژهٔ داون‌تاون (به انگلیسی آمریکایی: downtown) (هسته شهر) برای این منظور استفاده می‌گردد.

## ایران
در ایران، عبارت «مرکز شهر» و برابر انگلیسی آن یعنی (City centre) در تابلوهای راهنمایی و رانندگی در خیابان‌ها و جاده‌ها به کار می‌رود اما معمولاً مرکز شهر فاقد محدودهٔ معینی است. به‌طور سنتی مرکز شهرهای ایران شامل بازار و مناطق اطراف آن می‌شود که هستهٔ قدیمی و اولیهٔ شهر را تشکیل می‌دهد.
مرکز شهر تهران از قوانین ترافیکی ویژه‌ای نظیر مقررات طرح ترافیک و مقررات طرح ترافیک زوج و فرد برخوردار است.

## مرکز شهرهای گوناگون
- مرکز شهر تهران
- مرکز شهر کرج
- مرکز شهر نیویورک